# Marc Bessou
Pour les articles homonymes, voir Bessou.
Marc Bessou est un animateur de télévision français, né en 1956 à Lyon[réf. nécessaire], diplômé en droit.

## Télévision
En septembre 1987, il a animé Domicile A2 chaque après-midi sur Antenne 2. En janvier 1988, le présentateur reprenait la même case, avec Fête comme chez vous.
En mars 1990, il présente Les Démons de midi avec Paul Wermuth sur Antenne 2.
À partir du 22 octobre 1990, il anime Les Surdoués, un jeu diffusé chaque jour à 11h00 sur La Cinq. Il s'agit de la reprise du jeu Bonne question, merci de l'avoir posée créé par Jean Bardin, présentée par Lionel Cassan à l'été 1990 sur Antenne 2.
Il a également présenté La Carte aux trésors en 2006 en remplaçant Sylvain Augier, qui anima le jeu de 1996 à 2005. Il a lui-même été remplacé par Nathalie Simon pour la saison 2007.
Il est ami avec Frigide Barjot.
Depuis 1993, il réalise des reportages et des documentaires de télévision, comme :
- 1956, quelques jours en Novembre (RTBF, Toute l'Histoire, 2017)
- Le mystère Mendès France (Toute l'Histoire, Public Sénat, 2014)
- Algérie, les deux soldats (Toute l'Histoire, 2012)
- Cousins d'Amérique (France 3, 2008)
- La Réunion (La Cinquième, 2001)
- France, la visite (Éditions Montparnasse, 2000)
- Carnets de voyage cubain (La Cinquième, 1999)
- Théodore Monod, Terre et Ciel (La Cinquième, 1997)
- Aventuriers et Écrivains [en 34 épisodes de 26'] (La Cinquième, 1996), portraits d’écrivains tel que : André Malraux, Romain Gary, Jack London, Blaise Cendrars, Ernest Hemingway, etc.